# كريستوفر ر. جونسون
كريستوفر ر. جونسون (بالإنجليزية: Christopher R. Johnson)‏ هو عالم حاسوب أمريكي، ولد في 17 يناير 1960 في كانساس سيتي في الولايات المتحدة.